# Valdet Rama
Valdet Rama (født 20. november 1987 i Mitrovica, Kosovo, dengang SFR Jugoslavien) er en albansk fodboldspiller, der spiller for spanske Real Valladolid.

## Klubkarriere

### FC Ingolstadt
Rama skiftede til FC Ingolstadt i 2008. Han fik sin debut som professionel den 17. august 2008, da han startede inde imod SpVgg Greuther Fürth, og scorede bl.a. et mål i sin debut kamp.

### Hannover 96
I juli 2009 skiftede Rama til Hannover 96 på en tre-årig kontrakt.

### Örebro SK
Den 26. februar 2011 skiftede Rama til svenske Örebro SK. Han startede sin første sæson godt ud, og scorede hele 8 mål som kantspiller. Sæsonen efter blev han bænket, og blev kritiseret for sin mangel på defensivt arbejde, af sin manager.

### Real Valladolid
Den 31. januar 2013 blev det bekræftet, at Rama skiftede til spanske Real Valladolid.
Den 9. marts 2013 fik han sin debut for klubben, hvor han i 1-1 opgøret imod Málaga CF erstattede Daniel Larsson i 71' minut.

## International karriere
Rama fik sin debut for Albaniens landshold den 26. marts 2013, i en venskabskamp imod Litauen.